# Heptapterus multiradiatus
Heptapterus multiradiatus ou Bagrinho-do-tietê é uma espécie endêmica do Brasil, com uma distribuição restrita aos riachos do alto rio Tietê, localizados na região da grande São Paulo e Ribeirão Pires.

## População
Existem apenas três registros da espécie em coleções, sendo que duas dessas localidades foram destruídas devido à expansão urbana. O último lote de Heptapterus multiradiatus foi coletado em 1966, e desde então, esforços de coleta direcionados foram empreendidos, sem sucesso. A extensão de ocorrência da espécie é estimada em menos de 100 km2, indicando uma distribuição geográfica muito limitada.

## Ameaças
A espécie enfrenta ameaças significativas devido à destruição do habitat causada pela expansão urbana. A sensibilidade das espécies do gênero Heptapterus a alterações ambientais torna-as especialmente suscetíveis a mudanças na qualidade do habitat.

## Estado de Conservação
O ICMBio categorizou Heptapterus multiradiatus como Criticamente em Perigo (CR) pelo critério B1ab(iii), com possibilidade iminente de extinção (PEX) constando na Lista PEX do Brasil.